# آلاله دنائی
آلاله دنائی (نام علمی: Ranunculus kotschyi) نام یک گونه از سرده آلاله است. سردهٔ آلاله در ایران ۵۵ گونهٔ علفی یک ساله و چند ساله دارد. آلاله دنائی یکی از ۵۵ گونهٔ موجود در ایران است.